# Vasco da Gama
För andra betydelser, se Vasco da Gama (olika betydelser).
Vasco da Gama, född mellan 1460 och 1469 i Sines eller Vidigueira i landskapet Alentejo i södra Portugal, död 24 december 1524 i Kochi, Kerala, Indien, var en portugisisk upptäcktsresande. Han är mest känd för att ha varit den första europé som seglade till Indien.
Han gavs i uppdrag av kung Manuel I av Portugal att fullfölja Bartolomeu Dias försök att segla sjövägen till Indien, och seglade i juli 1497 från Portugal med fyra skepp varav ett hade förråd och de andra tre var specialbyggda på så sätt att de kunde liknas vid flytande reservuppsättningar. Da Gama ankom Indien den 20 maj 1498. Han återkom till Portugal i september 1499.
Vasco da Gama avseglade den 12 februari 1502 på ytterligare en expedition som gav honom en enorm förmögenhet.
1524 skickades da Gama ut på ytterligare en expedition med syftet att ersätta den dåvarande portugisiska vicekungen Duarte de Menezes, men da Gama avled i december samma år, inte långt efter ankomsten till Calicut i Kerala. Hans kropp begravdes i Indien, och fördes 1539 tillbaka till Portugal, där den begravdes i en praktfull grav.

## Unga år
Da Gama föddes i en rik familj. Hans far, Estevão da Gama, Alcaide (guvernör) i Sines, var medlem av hushållet hos furst Dom Fernando, en mästare av Santiagoorden. Vascos mor hade engelskt ursprung, och förbindelser med hushållet hos Dom Diogo, hertigen av Viseu (son till kung Edvard I av Portugal) och styresman för den militära Kristusorden. 1488 tros da Gama ha blivit invigd i Santiagoorden tillsammans med några av sina bröder. 1507 gick han över till Kristusorden, under ledning av kung Manuel I av Portugal. Vascos karriär började efter att hans far blivit utvald att leda en expedition för att öppna sjövägar till Asien, för att konkurrera ut muslimerna, som då hade monopol på handel med Indien och andra östliga länder. Hans far dog i juli 1497, och befälet för skeppet gavs till Vasco. Det tros  också att befälet för uppdraget erbjöds till Vascos bror Paulo, men att han tackade nej.

## Sjöresor före da Gama
Vasco da Gama var möjligen den första europé att segla mellan Godahoppsudden och Indien, men långt ifrån den första människan att göra detta. I början av 1400-talet (antingen på 1420- eller 1430-talet) hade kinesiska sjöfarare - som amiralen Zheng He - utforskat den afrikanska östkusten och seglat mellan Kina, Indien och Godahoppsudden. Några årtionden senare, 1450, seglade den arabiske navigatören Ahmad Ibn Majid västerut mot Godahoppsudden och sedan upp för Afrikas västkust. Utöver dessa fanns det en rad folk i Mellanöstern och Asien som var väl bekanta med farvattnen och som seglade förbi Afrikas södra kust, både i västlig och östlig riktning. Såväl asiater som afrikaner hade alltså god kännedom om farvägen före Vasco da Gamas färd.
Henrik Sjöfararens sjöfartsskola hade under 1400-talet ökat portugisernas kunskap om den afrikanska kustlinjen. Från 1460-talet hade målet blivit att runda kontinentens södra spets för att få lättare tillgång till Indiens rikedomar (framför allt svartpeppar och andra kryddor) genom en tillförlitlig sjöfartsväg.
Vid den tid då da Gama var 10 år hade dessa långsiktiga planer börjat förverkligas. Bartolomeu Diaz hade återvänt efter att ha rundat Godahoppsudden, sedan han utforskat området ända till Fish River (Rio do Infante) i dagens Sydafrika, och bekräftat att kusten fortsatte åt nordost. Han kartlade också vindmönstren i Sydatlanten vilket låg till grund för da Gamas färdväg.
Samtidigt gjordes under Johan II av Portugals regeringstid upptäcktsresor till lands som stödde teorin att Indien kunde nås till sjöss från Atlanten. Kungen hade skickat Pêro da Covilhã och Afonso de Paiva via Barcelona, Neapel och Rhodos till Alexandria, och därifrån till Aden, Hormuz och Indien, vilket stödde teorin.
Det återstod dock att genomföra en resa för att bevisa länken mellan de upptäckter som gjorts av Diaz och de som gjorts av da Covilhã och de Paiva, och sammanfoga dessa skilda avsnitt av en potentiellt lukrativ handelsväg till Indiska oceanen. Uppgiften, som först gavs till Da Gamas far, erbjöds Vasco av Manuel I på grund av Vascos bedrifter med att skydda portugisiska handelsstationer längs Guldkusten från fransmännens plundringar.

## Första resan till Indien

### Bakgrund
En av de ursprungliga anledningarna till att Vasco da Gama med besättning företog sig resan österut var en övertygelse om ett gudomligt uppdrag och krig mot "den muslimska världen". Under 1400-talet hade ett antal påvebullor tillkännagivits som uppmanade kristna européer att ge sig ut i världen för att underkasta sig, förslava och konvertera "saracener (muslimer), hedningar och fiender till Kristus". Det fanns även ekonomiska motiv till resan, men de stod i skuggan av det upplevda religiösa uppdraget.

### Fartyg
Den 8 juli 1497 lämnade Indien-expeditionen i en konvoj bestående av fyra skepp Lissabon. Skeppen var:
- "São Gabriel", under Vasco da Gamas befäl; en karack på 178 ton, längd 27 meter, bredd 8,5 meter, djupgång 2,3 meter, segel på 372 kvadratmeter, 150 besättningsmän (däribland Juan Serrano[3])
- "São Rafael", vars befälhavare var Vascos bror Paulo da Gama; liknande storlek som São Gabriel
- "Berrio", en karavell något mindre än de två förra
- Ett förrådsskepp med okänt namn

### Rundandet av Godahoppsudden
Expeditionen följde en för européerna ny rutt. Från Västafrikas kust (kring Sierra Leone) gick de rakt söderut över öppet hav tills de nådde de västliga vindarna som finns på södra halvklotet som Dias beskrivit, och följde dem mot öst. Det var 6000 sjömil utan land i sikte. Liknande rutter (vanligen närmare Brasilien) blev sedan standardrutt för seglingar från Europa till Sydafrika eller vidare österut.
16 december hade de passerat White River i Sydafrika, där Dias hade vänt tillbaka, och fortsatt ut på vatten som var okända för européer. Eftersom julen var nära gav de kusten som de passerade namnet Natal (jul på portugisiska), det namn som den fortfarande har. En av anledningarna till da Gamas resa var att Portugal i Tordesillasfördraget 1494 gavs ensamrätt på att kolonisera södra Afrikas och Indiska Oceanens kuster.

### Moçambique
I januari hade de kommit till nuvarande Moçambique, ett arab-kontrollerat territorium på Östafrikas kust som var en del av handelsnätverket runt Indiska oceanen. Eftersom han var rädd att lokalbefolkningen skulle vara fientligt inställd till kristna utgav sig da Gama för att vara muslim och fick audiens hos sultanen av Moçambique. Med de ynkliga handelsvaror han hade att erbjuda kunde da Gama inte överlämna en lämplig gåva till härskaren, och snart började lokalbefolkningen genomskåda da Gamas och hans besättnings list. Da Gama tvingades lämna Moçambique av en fientlig folkmassa och seglade iväg från hamnen och avlossade sin kanon mot staden som hämnd.

### Mombasa
I närheten av dagens Kenya tillgrep expeditionen sjöröveri och plundrade arabiska köpmansfartyg – i allmänhet obeväpnade handelsskepp utan tunga kanoner[källa behövs]. Portugiserna blev de första kända européerna som besökte hamnen Mombasa, men ryktet om deras sjöröveri föregick besättningen och befolkningen i staden tvingade snart iväg da Gama från Mombasa. 

### Malindi
Da Gama fortsatte norrut och steg i land vid den mer vänligt sinnade hamnen Malindi, vars ledare var i konflikt med dem i Mombasa. Där fann expeditionen för första gången bevis för hinduiska handelsresande. De anlitade en man som tros var Ibn Majid, en lots från Gujarat vars kunskap om monsunvindarna gjorde att han kunde föra expeditionen resten av vägen till Calicut (nuvarande Kozhikode) på Indiens sydvästkust. Några tror att Ibn Majid förde dem till Indien medan andra tror att han inte kunde ha varit där, eftersom han varit på ett annat ställe under tiden.

### Indien
De anlände till Indien 20 maj 1498. Därefter följde stundtals våldsamma förhandlingar med den lokale härskaren, Samoothiri Raja (zamorinen), som mötte motstånd från arabiska köpmän. Till slut lyckades da Gama få ett tvetydigt brev om tillåtelse att bedriva handel, men han blev tvungen att segla iväg utan förvarning eftersom zamorinen insisterade på att da Gama skulle lämna alla sina varor som säkerhet. Da Gama behöll sina varor, men lämnade kvar några portugiser som fick order att starta en handelsstation.

### Återfärden
Återfärden försvårades mycket av sydväst-monsunen och först den 7 januari 1499 kastade skeppen för andra gången ankar utanför Malindi, varifrån hemresan skedde. Deltagarna stötte nu på nya stora svårigheter. Ett skepp som blivit skadat fick offras åt lågorna. Ett annat kvarlämnades vid Azorerna. Till följd av ansträngningarna under den tvååriga färden dog Paulo da Gama i Angra do Heroísmo. Vasco och Coelho lyckades dock föra sina skepp till Lissabon. Endast en tredjedel av manskapet återsåg hemlandet.

### Återkomst

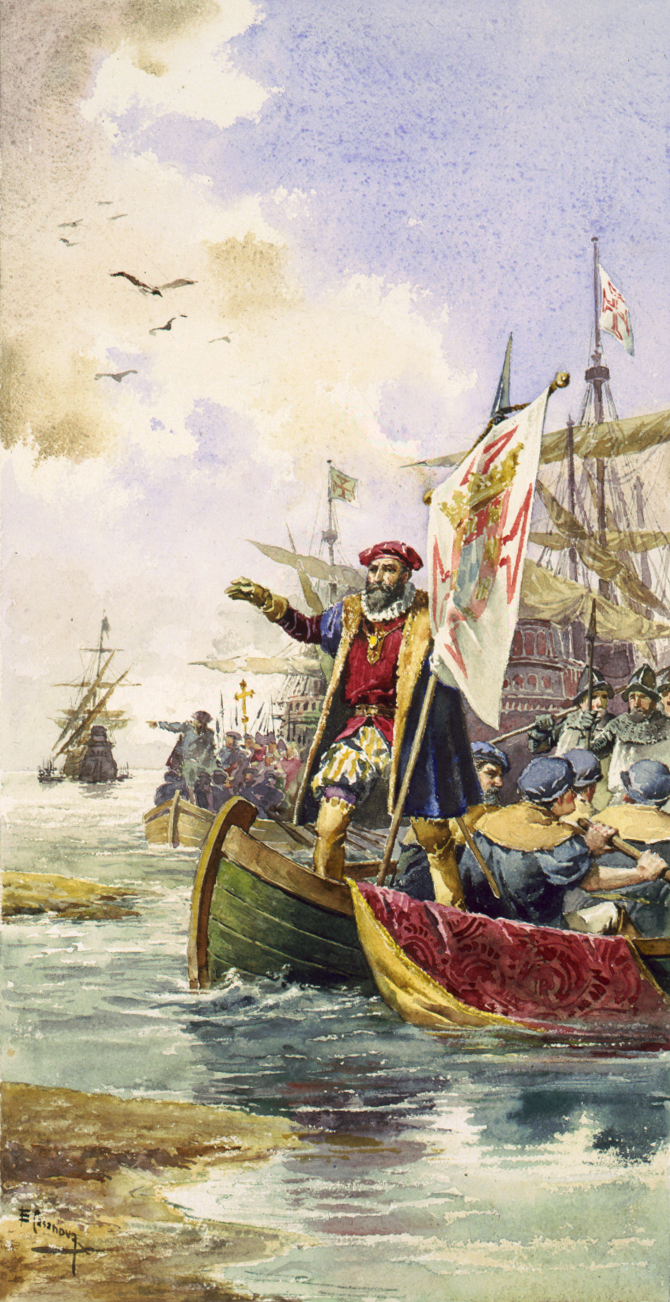
Vasco da Gama går i land vid Calicut, 20 maj 1498

Sedan Vasco da Gama återvänt till Portugal i september 1499 blev han rikligt belönad som mannen som hade förverkligat en plan som hade tagit åttio år. Han gavs titeln "amiral av Indiska oceanen", och fick rättigheterna till Sines bekräftade. Dessutom fick han titeln Dom (greve) av Manuel I.
Da Gamas resa hade gjort det tydligt att Afrikas bortre (östra) kust, Contra Costa, var väsentlig för Portugals intressen: dess hamnar erbjöd sötvatten och proviant, material för reparationer, och möjligheten att vänta ut ogynnsamma årstider. Dessutom skulle kryddor visa sig bli ett betydande tillskott till Portugals ekonomi.

## Andra resan till Indien
12 februari 1502 seglade da Gama igen med en flotta bestående av tjugo krigsskepp, för att hävda portugisiska intressen. Pedro Álvares Cabral hade blivit skickad till Indien två år tidigare (då han händelsevis nådde Brasilien, även om vissa hävdar att det var avsiktligt), och det var då han upptäckte att personerna vid handelsstationen hade blivit mördade, vilket ledde till att han bombarderade Calicut. Han tog också med sig siden och guld för att visa att han hade varit i Indien igen.
Vid ett tillfälle väntade da Gama på att ett skepp skulle återvända från Mecka, och beslagtog alla varor. Sedan låste de in de 380 passagerarna i lastrummet och satte eld på skeppet. Det tog fyra dagar för skeppet att sjunka och alla passagerare dog.
Da Gama anföll och utkrävde tribut från den arabkontrollerade hamnstaden Kilwa i Östafrika, en av de hamnar som användes för att motarbeta portugiserna, han kapade arabiska handelsskepp och slog slutligen sönder en flotta från Calicut med tjugonio skepp, och erövrade i stort sett den staden. I utbyte mot fred fick han värdefulla handelsvillkor och ett mycket stort byte, vilket gjorde honom mycket väl sedd vid Portugals hov.
När han återvänt till Portugal utnämndes han till greve av Vidigueira från land som tidigare tillhörde den framtida kungliga familjen Bragança. Han gavs också länsrättigheter och domsrätt över Vidigueira och Vila dos Frades.

## Tredje resan
Da Gama hade nu fått ett skräckinjagande rykte som "fixare" av problem som uppstod i Indien och han skickades dit en gång till 1524. Syftet var att han skulle ersätta den inkompetente Eduardo de Menezes som vicekung över de portugisiska besittningarna, men han dog kort efter att han anlänt till Calicut. Hans kropp begravdes först i Sankt Franciskus kyrka i Fort Kochi i Kochi i Indien, men senare återfördes hans kvarlevor till Portugal 1539 och jordfästes åter i Vidigueira i en ståtlig grav. Hieronymiternas kloster i Belém restes för att hedra hans resa till Indien.

## Eftermäle

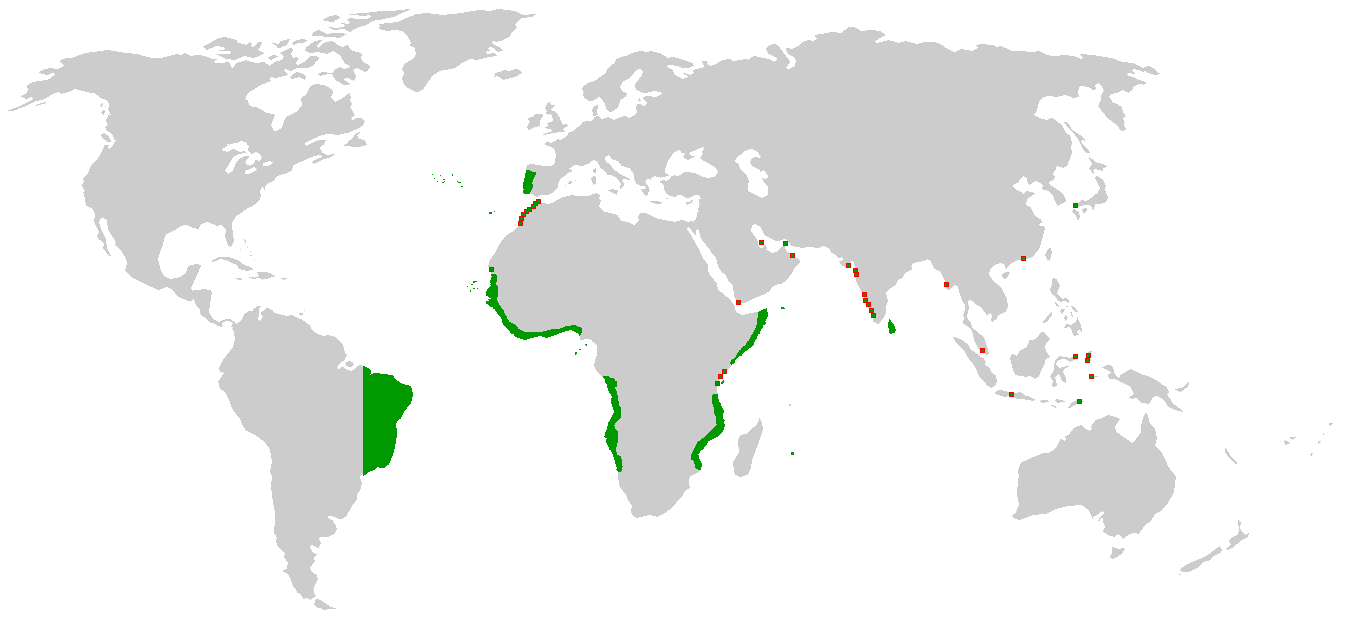
Portugisiska imperiet under Johan III:s regeringstid

Da Gama och hans fru, Caterina de Ataíde, fick sex söner och en dotter: Francisco da Gama, Conde da Vidigueira, Estevão da Gama, Paulo da Gama, Christovão da Gama, Pedro da Silva da Gama, Alvaro de Athaide och Isabel de Atàide da Gama.
Lika mycket som någon annan efter Henrik sjöfararen var da Gama ansvarig för Portugals framgång som tidig kolonialmakt. Förutom den första resan i sig själv var det hans listiga blandning av politik och krig på andra sidan jorden som placerade Portugal på en framskjuten plats i handeln vid Indiska oceanen. Det portugisiska "nationaleposet" Lusíadas av Luís Vaz de Camões handlar till stor del om Vasco da Gamas resor.
Efter da Gamas första resa förstod den portugisiska kronan att det skulle bli viktigt för att säkra utposter på Afrikas östkust för att behålla sina handelsvägar till Fjärran östern.
Hamnstaden Vasco da Gama i Goa är namngiven efter honom, liksom Vasco da Gama-kratern, en stor krater på månen. Det finns tre fotbollsklubbar i Brasilien och en i Goa som har fått sina namn efter honom.
Da Gama rankades som #86 på Michael H. Harts lista över de mest inflytelserika personerna i historien.
1998 orsakade iakttagandet av 500-årsjubileet av da Gamas ankomst till Indien kontroverser, då en del indier ogärna ville fira en händelse som de anser hade en till stor del negativ påverkan på deras historia.